# Aon Center (Los Angeles)
Aon Center (dříve nazývaná United California Bank Building či First Interstate Tower) je a moderní kancelářský mrakodrap na Wilshire Boulevard v Los Angeles v Kalifornii. Jedná se o černou budovu s bílými hranami.

## Vlastnosti
Měří 262 metrů a má 62 pater. Architektem byl Charles Luckman z The Luckman Partnership. Využití má pro komerční prostory (většinou kanceláře, sídla firem… 1626 m2 na patro).
Budova má tvar kvádru (s podstavou 124 × 184 stop, s nepatrným zkosením cca 2 metry v posledním patře) a vzdáleně připomíná někdejší „dvojčata“ Světového obchodního střediska, s kterými má společný i návrh ve formě robustního jádra a ocelových sloupů zpevňující stěny budovy; vícesegmentovou strukturu (spodní a horní segment, kde horní segment je co do konstrukce lehčí a tenčí než ten spodní). Po celém svém výškovém rozsahu má budova čtyři hlavní schodiště a v průměru 6 výtahů s různým dosahem.

## Srovnání s ostatními budovami
Když byl na přelomu let 1973/74 dokončen, byl největší budovou na západ od Mississippi (o 2 m překonal Transamerica Pyramid), ale v roce 1982 jej výškou překonala budova Texas Commerce Tower. Nyní je třetí nejvyšší budovou v Los Angeles (po U.S. Bank Tower, který byl dokončen v roce 1989 a Wilshire Grand Center z roku 2017).

## Požár
4. května 1988 krátce před půl jedenáctou večer ve 12. patře budovy vznikl požár, který se podařilo (za velikého úsilí a nasazení velkého množství lidí a techniky) uhasit až v 2:19 následujícího dne. Požár byl zkomplikován tím, že nefungoval protipožární systém, který byl v tu dobu ve výstavbě (ke smůle požárníků byl hotov jen z cca 90 %). Bylo i riziko, že se požár nepodaří zkrotit a tím dojde ke ztrátě celé budovy.
Oheň zachvátil pět podlaží a škody se vyšplhaly na 50 milionů dolarů. Horší bylo, že zranil 40 lidí a vyžádal si jednu oběť.
Byl to nejhorší požár výškové budovy v historii Los Angeles. Toto neštěstí si vynutilo změnu v legislativě, aby všechny výškové budovy měly nainstalovány protipožární systém (předtím to platilo jen pro ty nově postavené).